# Maurice Wilson (Maler)
Maurice Charles John Wilson (* 15. März 1914 in London; † 1. November 1987 in Royal Tunbridge Wells) war ein britischer Tier- und Meeresillustrator sowie gelegentlicher Porträtzeichner.

## Leben
Wilson war der Sohn von Charles Wilson. Er studierte von 1928 bis 1932 unter Philip William Cole an der Hastings School of Art und später am Royal College of Art unter Malcolm Osborne und Robert Austin sowie an den Royal Academy Schools unter Walter Westley Russell. Von Mitte bis Ende der 1940er Jahre war er Dozent für anatomisches und botanisches Zeichnen an der Bromley School of Art und an der Royal School of Needlework. Wilson arbeitete mit Mitgliedern des Natural History Museum in London an der Rekonstruktion des Aussehens von Dinosauriern anhand von Fossilien. 1960 und 1961 stellte die Royal Academy of Arts seine Bilder A heron with a fish und A perching buzzard aus. 1964 gehörte er zu den Gründungsmitgliedern der Society of Wildlife Artists, wo er zum Vizepräsidenten gewählt wurde. Daneben war er Mitglied im Royal Institute of Painters in Water Colours (RIPW). Beide Gesellschaften zeigten Ausstellungen seiner Werke. 1967 illustrierte er eine Neuauflage von Felix Saltens Bambi: A Life in the Woods. 1970 gestaltete er zwei Titelcover der Vogelzeitschrift British Birds. 1979 war er als Grafikdesigner an der Fernsehserie Life on Earth von David Attenborough beteiligt. In den 1980er Jahren illustrierte er Neuauflagen von einigen Rudyard-Kipling-Büchern, darunter The Jungle Book (1983), The Second Jungle Book (1984) und All the Mowgli Stories (1984).
Wilson nutzte lebende Modelle für seine Tierstudien. Er hatte fundierte anatomische Kenntnisse und er war ein eifriger Naturbeobachter. Sein bevorzugtes Medium waren Aquarellfarben, er arbeitete aber auch mit Bleistift und Ölfarben. Neben Illustrationen von Wildtieren erstellte Wilson auch Bilder von Hunden und Schiffen, Porträts von Neandertalern, Eskimos, Prärie-Indianern sowie Meeres- und Küstenimpressionen. Er war auch Illustrator bei der Zeitschrift RadioTimes.
Wilson war verheiratet und hatte einen Sohn.

## Illustrierte Werke (Auswahl)
- Maurice Wilson: Just Monkeys, 1937
- Maurice Wilson: Dogs, 1946 (Puffin Picture Books)
- Maurice Wilson: Coastal Craft, 1947
- Edward G. Boulenger: Zoo Animals, 1948
- David Seth-Smith: Zoo Birds, 1951
- James M. M. Fisher: Birds and Beasts, 1956
- Richard Carrington: A Guide to Earth History, 1958
- Maurice Wilson: Animals we know, 1959
- James Reeves: Fables of Aesop, 1961
- Laurence Van der Post: The Heart of the Hunter, 1961
- Margery Fisher: A World of Animals, 1962
- Doreen Tovey: Donkey Work, 1962
- James Vance Marshall: A River ran out of Eden, 1962
- Maurice Wilson: Animals, 1964
- Gwynne Vevers: Animals of the Artic, 1964
- Maurice Wilson: Birds, 1965
- Felix Salten: Bambi: A Life in the Woods, 1967
- John Russell Napier: The Origins of Man, 1968
- Barry Cox: Prehistoric Animals, 1976
- Helen Griffiths: Patch, 1970
- John Cunliffe: Our Sam, 1980
- David Day: The Doomsday Book of Animals, 1981
- Peter J. Andrews, Chris B. Stringer: Human Evoluation: An Illustrated Guide, 1989 (posthum)